# Ololygon strigilata
Espèce
Synonymes
- Hyla strigilata Spix, 1824
- Scinax strigilatus (Spix, 1824)

Statut de conservation UICN

 DD  : Données insuffisantes
Ololygon strigilata  est une espèce d'amphibiens de la famille des Hylidae.

## Répartition
Cette espèce est endémique de l'État de Bahia au Brésil. Elle se rencontre au-dessus de 800 m d'altitude dans la forêt atlantique,.

## Systématique et taxinomie
Cette espèce n'était connue que par l'holotype provenant de l'État de Bahia qui a été perdu. Hoogmoed et Gruber en 1983 avaient spéculé qu'il pouvait s'agir de Hyla nebulosa. Pimenta, Faivovich et Pombal en 2007 ont découvert des spécimens correspondant à la description et désigné un néotype.

## Publication originale
- Spix, 1824 : Animalia nova sive species novae testudinum et ranarum, quas in itinere per Brasiliam annis 1817-1820 (texte intégral)